# PV-1000
La PV-1000 (ぴーぶいせん, Pi Bui-Sen) est une console de jeux vidéo à cartouches produite par Casio et sortie au Japon en 1983.
La PV-1000 est alimentée par un microprocesseur Z80A, et dispose de 2 KB de mémoire vive, dont 1 KB consacré à son générateur de caractères. Elle offre une définition de 256 × 192 pixels en huit couleurs. La console est sortie en même temps qu'un ordinateur connu sous le nom de PV-2000, qui est compatible avec les contrôleurs de la PV-1000 mais pas avec ses jeux. La même année, Casio a sorti deux autres consoles, le PV-7 et le PV-16, deux ordinateurs MSX[pas clair]. La PV-1000 était vendue 14 800 yens à sa sortie.
Casio échoue à atteindre une part de marché significative. Il est dit que[pas clair] la console a été retirée des rayons après seulement quelques semaines, ce qui en fait une machine extrêmement rare.

## Jeux
Seuls 15 jeux sont sortis sur PV-1000.
- 1: Pooyan
- 2: Super Cobra
- 3: Tutankham
- 4: Amidar
- 5: Dig-Dug
- 6: Warp & Warp
- 7: Turpin
- 9: Pachinko UFO
- 10: Fighting Bug
- 11: Space Panic
- 12: Naughty Boy
- 14: Dirty Chameleon
- 15: Excite Mahjong